# راشيل باي جونز
راشيل باي جونز (بالإنجليزية: Rachel Bay Jones) هي ممثلة أمريكية، ولدت في 8 نوفمبر 1969 في نيويورك في الولايات المتحدة.

## وصلات خارجية
- راشيل باي جونز على موقع IMDb (الإنجليزية)
- راشيل باي جونز على موقع قاعدة بيانات برودواي على الإنترنت (الإنجليزية)
- راشيل باي جونز على موقع قاعدة بيانات برودواي على الإنترنت (الإنجليزية)
- راشيل باي جونز على موقع قاعدة بيانات الفيلم (الإنجليزية)